# Rhipidia holwayi
Rhipidia holwayi är en tvåvingeart som först beskrevs av Alexander 1978.  Rhipidia holwayi ingår i släktet Rhipidia och familjen småharkrankar. Inga underarter finns listade i Catalogue of Life.